# 平野元町
平野元町（ひらのもとまち）は、大阪府大阪市平野区にある町名。丁番を持たない単独町名である。

## 地理
平野区の北西部に位置し、東に平野宮町、西に平野馬場、南に平野上町、北に平野北と接している。

## 歴史

### 沿革
- 1922年（大正11年）、大阪府東成郡平野郷町大字平野市・平野泥堂・平野馬場の各一部より、平野郷町元町1 - 7丁目成立。
- 1925年（大正14年）、大阪市に編入され、大阪市住吉区平野元町1 - 7丁目となる。
- 1943年（昭和18年）、分区が実施され、東住吉区の所属となる。
- 1974年（昭和49年）、分区と同時に住居表示が実施され、大阪市東住吉区平野元町1 - 7丁目・平野泥堂町の各一部より、平野区平野元町成立[5]。

## 世帯数と人口
2024年（令和6年）9月30日現在（大阪市発表）の世帯数と人口は以下の通りである。
| 町丁     | 世帯数  | 人口    |
| -------- | ------- | ------- |
| 平野元町 | 765世帯 | 1,519人 |

### 人口の変遷
国勢調査による人口の推移。
| 1995年（平成7年）  | 1,177人 | [ 6 ]  |  |
| 2000年（平成12年） | 1,262人 | [ 7 ]  |  |
| 2005年（平成17年） | 1,327人 | [ 8 ]  |  |
| 2010年（平成22年） | 1,244人 | [ 9 ]  |  |
| 2015年（平成27年） | 1,635人 | [ 10 ] |  |
| 2020年（令和2年）  | 1,514人 | [ 11 ] |  |

### 世帯数の変遷
国勢調査による世帯数の推移。
| 1995年（平成7年）  | 530世帯 | [ 6 ]  |  |
| 2000年（平成12年） | 538世帯 | [ 7 ]  |  |
| 2005年（平成17年） | 550世帯 | [ 8 ]  |  |
| 2010年（平成22年） | 526世帯 | [ 9 ]  |  |
| 2015年（平成27年） | 676世帯 | [ 10 ] |  |
| 2020年（令和2年）  | 683世帯 | [ 11 ] |  |

## 学区
市立小・中学校に通う場合、学区は以下の通りとなる。なお、小学校・中学校入学時に学校選択制度を導入しており、通学区域以外に通学区域に隣接している小学校・平野区内にある中学校から選択することも可能。
| 番・番地等 | 小学校             | 中学校               |
| ---------- | ------------------ | -------------------- |
| 全域       | 大阪市立平野小学校 | 大阪市立平野北中学校 |

## 事業所
2021年（令和3年）現在の経済センサス調査による事業所数と従業員数は以下の通りである。
| 町丁     | 事業所数 | 従業員数 |
| -------- | -------- | -------- |
| 平野元町 | 53事業所 | 395人    |

## 交通

### 鉄道
- 西日本旅客鉄道（JR西日本）
  - 関西本線（大和路線） 平野駅

Osaka Metro谷町線の平野駅からは離れている。

### 道路
- 国道165号
- 大阪府道159号平野守口線

### バス
- 大阪シティバス[15]
過去には近鉄バスも乗り入れていたが、2018年に撤退した。JR平野駅筋と同じ場所に「平野元町六丁目」バス停があった。
  - 19・30号系統:JR平野駅筋 - JR平野駅

## 施設
- 平野警察署 平野駅前交番

## その他

### 日本郵便
- 〒547-0047[3]（集配局：平野郵便局[16]）